# Карабай (Симферопольский район)
Карабай (также Кара-Бай; укр. Карабай, крымскотат. Qarabay, Къарабай) — исчезнувшее село в Симферопольском районе Крыма. Располагался примерно в 1,5 км к югу от села Раздолье (положение приблизительное, поскольку обозначен только на весьма неточной карте ЮБК 1924 года).

## История
Впервые в доступных источниках Кара-Бай упоминается в «Статистическом справочнике Таврической губернии. Ч.II-я. Статистический очерк, выпуск шестой Симферопольский уезд, 1915 год», согласно которому в Булганакской волости Симферопольского уезда числился лютеранский хутор Кара-Бай. В 1918 году население составило 50 человек.
После установления в Крыму Советской власти, по постановлению Крымревкома от 8 января 1921 года была упразднена волостная система и село включили в состав вновь созданного Подгородне-Петровского района Симферопольского уезда, а в 1922 году уезды получили название округов. 11 октября 1923 года, согласно постановлению ВЦИК, в административное деление Крымской АССР были внесены изменения, в результате которых был ликвидирован Подгородне-Петровский район и образован Симферопольский и село включили в его состав. Согласно Списку населённых пунктов Крымской АССР по Всесоюзной переписи 17 декабря 1926 года, на хуторе Кара-Бай, Дорт-Кульского сельсовета Симферопольского района, числилось 12 дворов, все крестьянские, население составляло 53 человека, из них 20 немцев и 5 русских. В дальнейшем в доступных источниках упоминается не встречается.